# Meghan O'Leary
Meghan O'Leary, född 24 augusti 1984, är en amerikansk roddare.

## Karriär
O'Leary tävlade för USA vid olympiska sommarspelen 2016 i Rio de Janeiro, där hon tillsammans med Ellen Tomek slutade på 6:e plats i dubbelsculler.
Vid olympiska sommarspelen 2020 i Tokyo slutade O'Leary på 10:e plats tillsammans med Cicely Madden, Alison Rusher och Ellen Tomek i scullerfyra.